# Eustreptospondylus
Eustreptospondylus (/yuːˌstrɛptoʊspɒnˈdaɪləs/); (do latim, literalmente, "verdadeiras vértebras curvadas" ou "verdadeiro Streptospondylus") é um gênero de dinossauro carnívoro e bípede. Viveu no período Jurássico na região que é hoje o oeste da Europa.
O paleontólogo Richard Owen descobriu na Inglaterra uma espécie de streptospondylus, que foi nomeado por ele em 1842 como Streptospondylus cuvieri. Mais tarde, no início da década de 1960, foi descoberto, também na Inglaterra, o eustreptospondylus, cuja nomeação oficial ocorreu em 1964. Após um estudo mais aprofundado chegou-se a conclusão de que os dois dinossauros pertenciam a uma única espécie, desta forma o Streptospondylus cuvieri deixa de existir sendo reclassificado como Eustreptospondylus oxoniensis.
O Eustreptospondylus foi um grande predador, media em torno de 6 metros de comprimento, 2 metros de altura e pesava em torno de 500 quilogramas.

## Paleobiologia

### Alimentação
O Eustreptospondylus poderia ter forrageado a costa em busca de carcaças de animais marinhos.

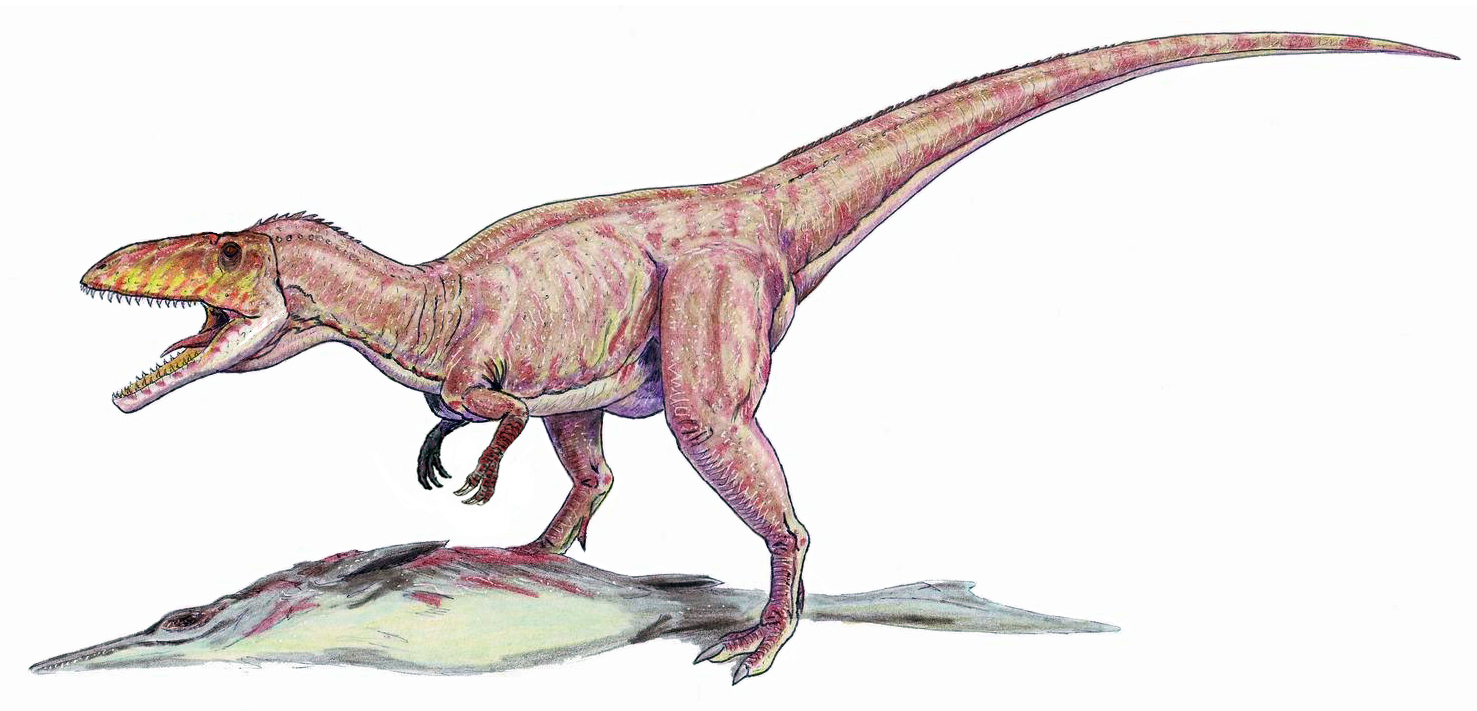
Eustreptospondylus comendo um ictiossauro.